# Serhij Melnyk (ur. 1988)
Serhij Anatolijowycz Melnyk, ukr. Сергій Анатолійович Мельник (ur. 4 września 1988 w Odessie) – ukraiński piłkarz, grający na pozycji obrońcy.

## Kariera piłkarska
Jest wychowankiem klubu DJuSSz-9 Odessa, pod którego barwami wystąpił w juniorskich mistrzostwach Ukrainy (DJuFL). Jego pierwszym trenerem był Wiktor Zubkow.
Karierę piłkarską rozpoczął 20 lipca 2006 w składzie drużyny rezerw Czornomorca Odessa. W marcu 2011 został wypożyczony do Dnistra Owidiopol. 20 lipca 2011 został wypożyczony do FK Odessa, do którego przeniosły się piłkarze klubu z Owidiopola. Podczas przerwy zimowej sezonu 2011/12 za obopólną zgodą kontrakt został anulowany i piłkarz zasilił skład Nywy Winnica. 9 lipca 2012 podpisał kontrakt z FK Sumy.
W lipcu 2013 przeniósł się do białoruskiej Tarpedy Żodzino. 4 sierpnia 2015 po wygaśnięciu kontraktu podpisał nowy kontrakt z FK Witebsk. W 2016 przeniósł się do mołdawskiego Milsami Orgiejów. W 2018 wyjechał za ocean, gdzie podpisał kontrakt z FC Vorkuta.